# Lee Wallard
 Lee Wallard  va ser un pilot estatunidenc de curses automobilístiques nascut el 8 de setembre del 1911 a Schenectady, Nova York.
Wallard va córrer a la Champ Car a les temporades 1948-1951 incloent-hi la cursa de les 500 milles d'Indianapolis d'aquests anys.
Lee Wallard va morir el 28 de novembre del 1963 a St. Petersburg, Florida.

## Resultats a la Indy 500
| Any    | Cotxe  | Sortida | Vel. mitja | Ranking | Final  | Voltes | V. líder | Retirat     |
| ------ | ------ | ------- | ---------- | ------- | ------ | ------ | -------- | ----------- |
| 1948   | 91     | 28      | 128.420    | 5       | 7      | 200    | 0        | Va acabar   |
| 1949   | 6      | 20      | 128.912    | 7       | 23     | 55     | 19       | Accelerador |
| 1950   | 8      | 23      | 132.436    | 5       | 6      | 136    | 0        | Va acabar   |
| 1951   | 99     | 2       | 135.039    | 5       | 1      | 200    | 159      | Va GUANYAR  |
| Totals | Totals | Totals  | Totals     | Totals  | Totals | 591    | 178      |             |

| Curses       | 4   |
| Poles        | 0   |
| Voltes líder | 178 |
| Victòries    | 1   |
| Top 5        | 1   |
| Top 10       | 3   |
| Retirades    | 1   |

## A la F1
El Gran Premi d'Indianapolis 500 va formar part del calendari del campionat del món de la Fórmula 1 entre les temporades 1950 a la 1960.
Els pilots que competien a la Indy durant aquests anys també eren comptabilitats pel campionat de la F1.
Lee Wallard va participar en 2 curses de F1, debutant al Gran Premi d'Indianapolis 500 del 1950.

### Palmarès a la F1
- Participacions: 2
- Poles: 0
- Voltes Ràpides: 1
- Victòries: 1
- Pòdiums: 1
- Punts vàlids per la F1: 9